# عشق جاویدان (فیلم ۱۹۸۹)
عشق جاویدان (به انگلیسی: Amar Prem) فیلمی محصول سال ۱۹۸۹ و به کارگردانی سوجیت گوها است. در این فیلم بازیگرانی همچون پروسنجیت چاترجی، جوهی چاولا و هارادان باندوپادیای ایفای نقش کرده‌اند.